# 舟津神社
舟津神社（ふなづじんじゃ）は、福井県鯖江市に鎮座する神社である。

## 所在地
福井県鯖江市舟津町1丁目

## 概要
崇神天皇の時代、北陸地方平定のため大彦命が派遣され、王山（鯖江市日の出町、市中心部の山、古墳群あり）に陣を置き賊を平定した。この戦のとき敵に放った矢が鯖の尾に似ていたことから、この地を鯖矢と呼ぶようになり、後に鯖矢が訛って鯖江になったとも言われている。
当時沼地だった鯖江の平野部一帯で、命が舟を着けた所を舟津と言ったので、134年、大彦命を祀って社を建て、舟津神社と名付けられた。北陸随一の古い社。
その後、継体天皇、朝倉氏、福井藩主等の保護を受け、鯖江藩成立後は間部家の祈願所となり、また一帯の氏神として栄えてきた。
戦乱の時代に焼失したが、現在の本殿は第５代藩主間部詮熙の寄進によるもので福井県の指定文化財です。
舟津神社の大鳥居は、寛政12年（1800年）の建立。江戸時代中期の木造鳥居の建築様式を伝える貴重なものとして、県文化財に指定されている。
赤鳥居は安永3年(1774年)の建立。柱の上部が朱塗り、下部が笏谷石で作られており、半木半石の明神鳥居。これも県の指定文化財になっている。
また参道左手に、橘曙覧の歌碑がある。その当時の宮司氏が歌人であり、国学者で曙覧と親交があったとのこと。曙覧が舟津神社を参拝した折、詠んだ和歌が、灰色の自然石にはめ込んだ黒御影石に刻まれている。平成10年に完成。